# Werner Arndt (Bürgermeister)

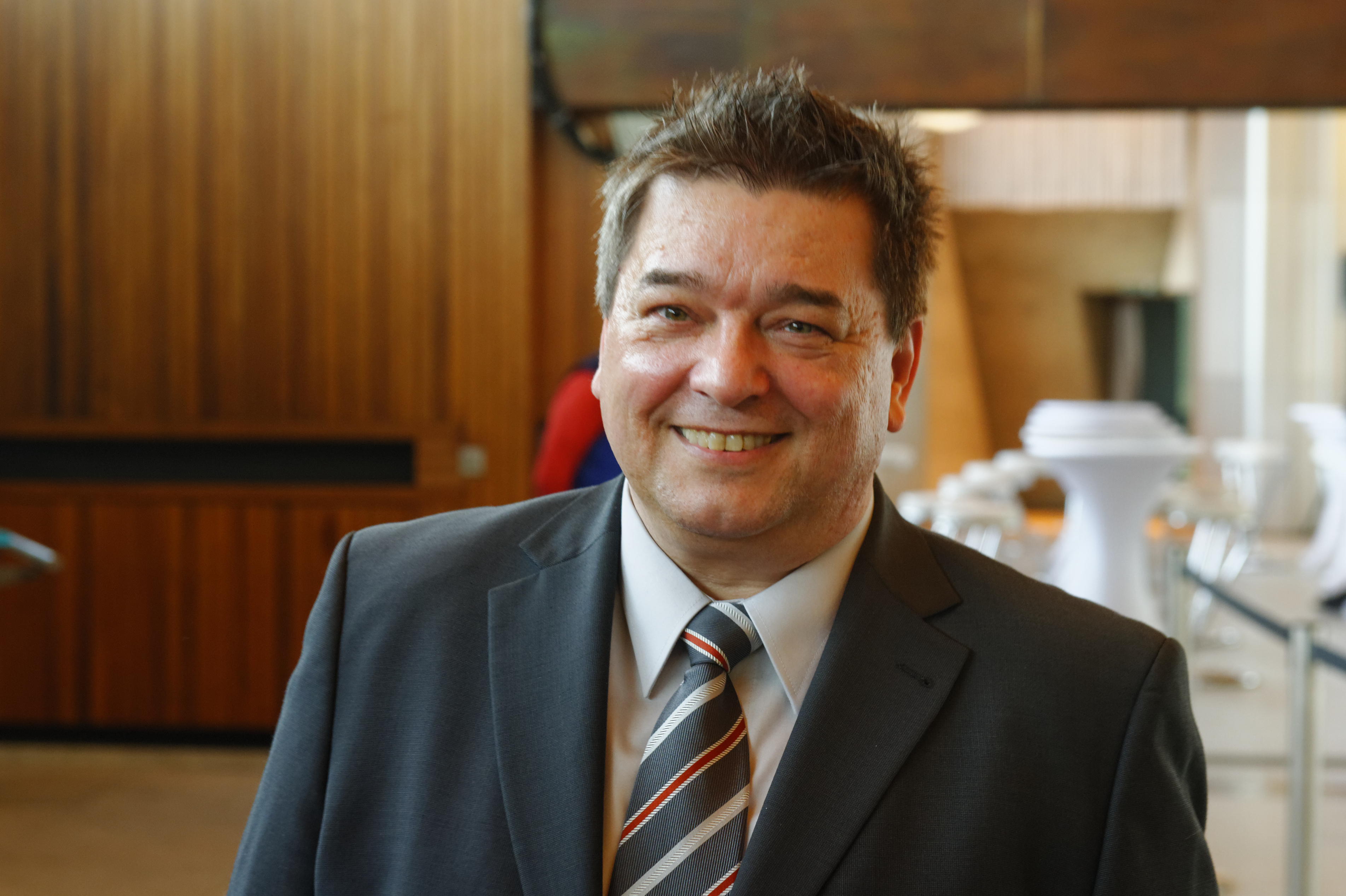
Werner Arndt beim Presseempfang des Grimme-Preises 2013

Werner Arndt (* 6. März 1960 in Marl) ist ein deutscher Politiker (SPD). Er ist seit 2009 hauptamtlicher Bürgermeister der nordrhein-westfälischen Stadt Marl.

## Leben
Nach einer Ausbildung zum Energieanlagenelektroniker an der Zeche Schlägel & Eisen der Ruhrkohle AG (RAG) war Werner Arndt dort im Schacht 8 im Untertagebetrieb tätig. Nach einer schulischen Weiterbildung an der Hans-Böckler-Kollegschule Marl leistete er Zivildienst an der evangelischen Erlöserkirche in Marl-Brassert und studierte anschließend Sozialwissenschaften an der Gerhard-Mercator-Universität in Duisburg. Als Lehrkraft bei Bildungsträgern arbeitete er nach seinem Studium unter anderem an der Universität Duisburg, der Volkshochschule Niederrhein, dem Evangelischen Bildungswerk Duisburg und der Arbeiterwohlfahrt.
Seit 1989 gehört er dem Marler Stadtrat an, von 1994 bis 2009 als hauptamtlicher Fraktionsgeschäftsführer und Leiter des Sozialausschusses. Zwischendurch war er Büroleiter der Bundestagsabgeordneten Waltraud Lehn, die direkt gewählte Abgeordnete des Wahlkreises Recklinghausen II - Borken I war.
Werner Arndt ist verheiratet und hat drei Kinder.

## Bürgermeisteramt
Am 30. August 2009 wurde Werner Arndt mit 32,4 Prozent der gültigen Stimmen zum hauptamtlichen Bürgermeister der Stadt Marl gewählt, als Nachfolger von Uta Heinrich (CDU, parteilos, BUM). 2014 wurde Arndt mit 64,4 Prozent der gültigen Stimmen in einer Stichwahl wiedergewählt, 2020 ebenfalls in einer Stichwahl mit 59,73 Prozent der gültigen Stimmen. Er ist der erste Bürgermeister Marls, der auch in Marl geboren ist.